# San Sebastián (Retalhuleu)
San Sebastián (en honor a su santo patrono San Sebastián Mártir), es un municipio del departamento de Retalhuleu en la República de Guatemala. 
Tiene una extensión territorial de 28 km cuadrados, una altura de 311 metros sobre el nivel del mar su población es de 30,724 habitantes en 2021, con un 58% de indígenas de habla k'iche'. Su economía se basa en la agricultura diversificada, crianza de porcinos, bovinos y aves de corral. En ella se encuentra la planta de la embotelladora Coca Cola, cuenta con beneficios de ajonjolí y pequeñas industrias como café molido y chocolate, así como servicios al turismo entre estos hoteles de primera clase. De sus atractivos naturales pueden mencionarse el cerro Chuach Kaja´, los ríos Samalá, Tzununá, Ocosito, Ixpatz (el cual atraviesa el casco urbano) y las playas del Samalá la cual representa una fuente de ingresos para algunos pobladores de su alrededor en la explotación artesanal de arena, piedrín y canto rodado. Sus habitantes se dedican al comercio de productos básicos, frutas como la piña, papaya, banano, plátano, naranja, sandía,melón entre otros, los servicios de transporte genera empleo con las unidades de taxi y los denominados tricicleros ambos debidamente organizados como asociación, hacen trabajos de madera, tejidos en telares para la elaboración de cortes bordados, paños típicos tradicionales y ceremoniales.  
Después de la Independencia de Centroamérica en 1821, San Sebastián fue asignado al circuito de Retalhuleu en el Distrito No.11 (Suchitepéquez) para la administración de justicia por medio de juicios de jurados.
Entre 1838 y 1840 formó parte del Estado de Los Altos, un estado aprobado por el congreso federal de la República Federal de Centro América a instancias de los criollos liberales guatemaltecos, y que fue recuperado por la fuerza para el estado de Guatemala por el general conservador mestizo Rafael Carrera.
Su fiesta patronal es del 15 al 22 de enero y se realizan eventos religiosos, culturales, deportivos y el Baile de la Conquista en honor de san Sebastián Mártir, el platillo tradicional es el caldo de chojín (en idioma maya k'iche' significa pelear Ch’o’jinik), comerciado por algunos los días 19 y 20 de enero en distintos puntos del municipio.

## Toponimia
Muchos de los nombres de los municipios y poblados de Guatemala constan de dos partes: el nombre del santo católico que se venera el día en que fueron fundados y una descripción con raíz náhuatl; esto se debe a que las tropas que invadieron la región en la década de 1520 al mando de Pedro de Alvarado estaban compuestas por soldados españoles y por indígenas tlaxcaltecas y cholultecas.  En algunos casos, los poblados solamente conservan el nombre del santo, como en el caso de San Sebastián, que lleva el nombre su santo patrono, San Sebastián.

## Gobierno municipal
Los municipios se encuentran regulados en diversas leyes de la República, que establecen su forma de organización, lo relativo a la conformación de sus órganos administrativos y los tributos destinados para los mismos.  Aunque se trata de entidades autónomas, se encuentran sujetos a la legislación nacional y las principales leyes que los rigen desde 1985 son:
| N.º | Ley                                                | Descripción |
| --- | -------------------------------------------------- | --- |
| 1   | Constitución Política de la República de Guatemala | Tiene una regulación legal específica para los municipios en los artículos 253 al 262. |
| 2   | Ley Electoral y de Partidos Políticos              | Ley de carácter constitucional aplicable a los municipios en el tema de la conformación de sus autoridades electas. |
| 3   | Código Municipal                                   | Decreto 12-2002 del Congreso de la República de Guatemala. Tiene la categoría de ley ordinaria y contiene preceptos generales aplicables a todos los municipios, e inclusive contiene legislación referente a la creación de los municipios.             |
| 4   | Ley de Servicio Municipal                          | Decreto 1-87 del Congreso de la República de Guatemala. Regula las relaciones entra la municipalidad y los servidores públicos en materia laboral. Tiene su base constitucional en el artículo 262 de la constitución que ordena la emisión de la misma. |
| 5   | Ley General de Descentralización                   | Decreto 14-2002 del Congreso de la República de Guatemala. Regula el deber constitucional del Estado, y por ende del municipio, de promover y aplicar la descentralización y desconcentración económica y administrativa.                                |

El gobierno de los municipios está a cargo de un Concejo Municipal mientras que el código municipal —ley ordinaria que contiene disposiciones que se aplican a todos los municipios— establece que «el concejo municipal es el órgano colegiado superior de deliberación y de decisión de los asuntos municipales […] y tiene su sede en la circunscripción de la cabecera municipal»; el artículo 33 del mencionado código establece que «[le] corresponde con exclusividad al concejo municipal el ejercicio del gobierno del municipio».
El concejo municipal se integra con el alcalde, los síndicos y concejales, electos directamente por sufragio universal y secreto para un período de cuatro años, pudiendo ser reelectos.
Existen también las Alcaldías Auxiliares, los Comités Comunitarios de Desarrollo (COCODE), el Comité Municipal del Desarrollo (COMUDE), las asociaciones culturales y las comisiones de trabajo. Los alcaldes auxiliares son elegidos por las comunidades de acuerdo a sus principios y tradiciones, y se reúnen con el alcalde municipal el primer domingo de cada mes, mientras que los Comités Comunitarios de Desarrollo y el Comité Municipal de Desarrollo organizan y facilitan la participación de las comunidades priorizando necesidades y problemas.

## Historia

### Tras la Independencia de Centroamérica
La constitución del Estado de Guatemala dividió al territorio en once distritos para la impartición de justicia por medio del método de juicios de jurados el 11 de octubre de 1825; Retalhuleu fue designado como sede de un circuito dentro del Distrito N.º11 (Suchitepéquez), circuito al que pertenecían también San Antonio Retalhuleu, San Sebastián, Santa Catarina, Guamuchal, Sanjón de Ocoz y Naranjo.

### El efímero Estado de Los Altos

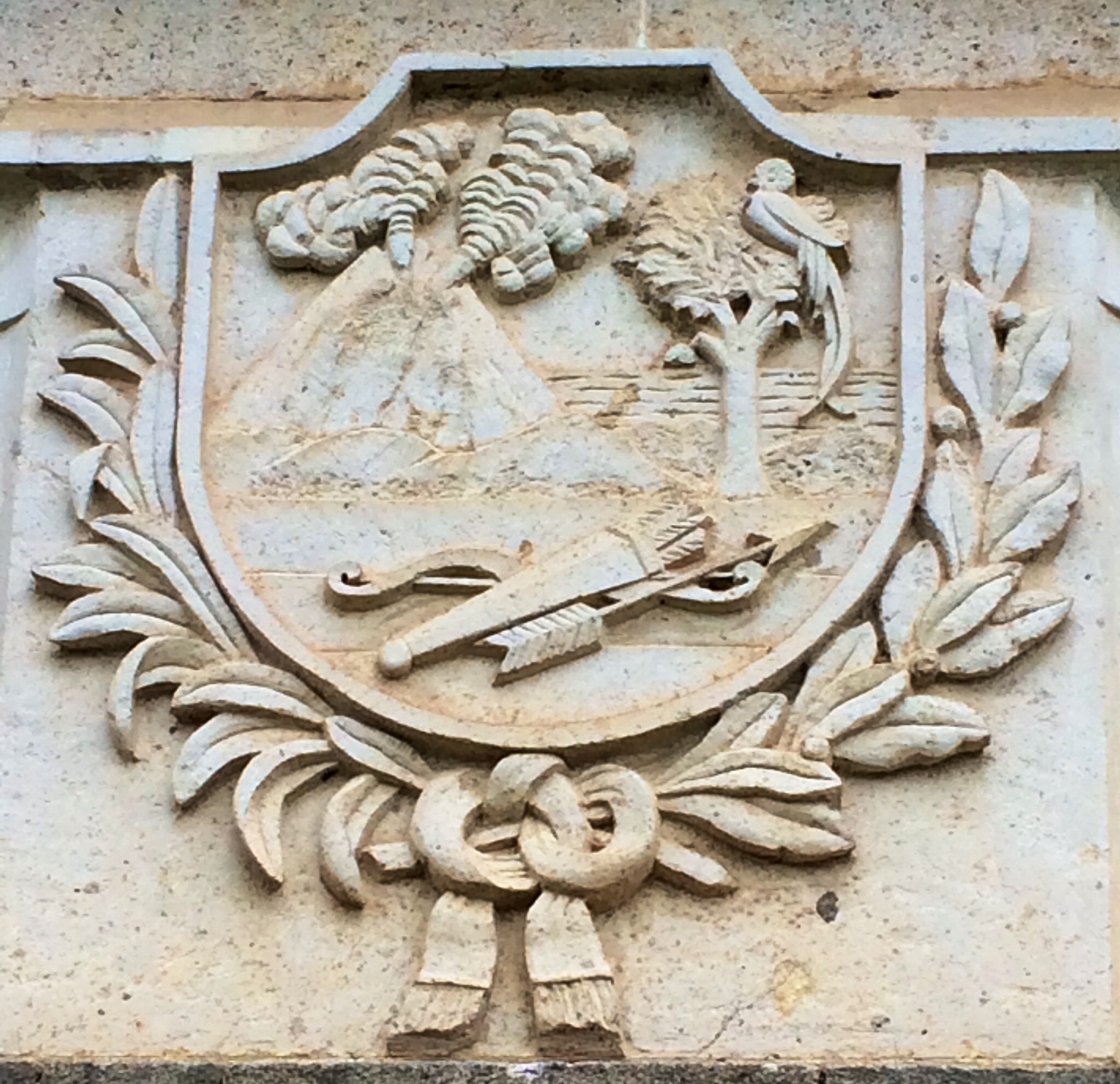
Escudo del Estado de los Altos

A partir del 3 de abril de 1838 San Sebastián fue parte de la región que formó el efímero Estado de Los Altos y que forzó a que el Estado de Guatemala se reorganizara en siete departamentos y dos distritos independientes el 12 de septiembre de 1839:
- Departamentos: Chimaltenango, Chiquimula, Escuintla, Guatemala, Mita, Sacatepéquez, y Verapaz
- Distritos: Izabal y Petén[5]

La región occidental de la actual Guatemala había mostrado intenciones de obtener mayor autonomía con respecto a las autoridades de la ciudad de Guatemala desde la época colonial, pues los criollos de la localidad consideraban que los criollos capitalinos que tenían el monopolio comercial con España no les daban un trato justo.  Pero este intento de secesión fue aplastado por el general Rafael Carrera, quien reintegró al Estado de Los Altos al Estado de Guatemala en 1840.